# Federação Paraibana de Basketball
A Federação Paraibana de Basketball (FPB) é uma entidade representativa dos clubes de basquetebol na Paraíba, responsável pela organização da Seleção Paraibana de Basquete, bem como do Campeonato Paraibano de Basquete. É filiada à Confederação Brasileira de Basketball.

## Presidentes
| Nome                                        | Mandato               | Ref.        |
| ------------------------------------------- | --------------------- | ----------- |
| Ricardo Prado                               | ?-?                   |             |
| Eduardo José Pereira Schafer "Dudu Schafer" | 12/01/2013-atualidade | [ 4 ] [ 5 ] |